# Вълчанка
 За едноименната болест вижте Лупус.  
Вълчанка е село в Южна България. То се намира в община Кирково, област Кърджали.

## География
Село Вълчанка се намира в планински район.